# Регент
Регентът е управител (на страна), изпълняващ временно задълженията на монарх.
В монархията обикновено се избира регент (регенти) да управлява(т) държавата при отсъствие или недееспособност (вкл. малолетие) на действащия монарх или липса на наследник на действалия по-рано монарх до избора на нов владетел.
За регент на малолетен владетел често е избирана майката или друг близък роднина на монарха.